# Koumogo
Koumogo est une ville du Sud Tchadien, située dans le département du Barh Kôh dans la région du Moyen Chari.

Koumogo est une bourgade située dans la brousse. La principale secteur économique est l'agriculture (cultures vivrières, apiculture ...).